# Torreblanca (Ponts)
Torreblanca del Tossal o simplement Torreblanca es tracta d'un poble del terme municipal de Ponts, a la part més oriental de la comarca de la Noguera denominada Segre Mitjà. Fins al 1970 havia format part de l'antic municipi del Tossal.

## Situació i descripció
El poble està situat a la dreta del riu Segre, a uns 410 metres d'altitud. A l'est, a la costa de Sant Joan i a uns 462 metre d'altura, s'ubica l'antiga església romànica de Sant Joan Baptista (s. XII) que mostra un portal de grans dovelles. A prop d'aquest indret s'hi troba el Castellot, que són restes d'una antiga fortificació, on tan sols hi roman un tram de muralla i una torre escairada mig enderrocada. Al poble hi ha l'església parroquial, també dedicada a Sant Joan, del s. XVII).
També a prop de la població de Torreblanca, a uns 3 km del poble d'Anya (Artesa de Segre), hi ha una petita església abandonada sense culte que és Santa Cecília (s. XI), situada enmig d'uns camps a Mas de n'Olives i que per la seva forma pot recordar a una cabana de vinya. Es tracta d'una construcció de planta circular amb una finestra i un ull de bou.
Un altre lloc d'interès de la zona són els gravats de Mas de n'Olives, realitzats en una gran roca i on hi destaquen les representacions de figures humanes.